# Paroisse de New Maryland
Ne doit pas être confondu avec New Maryland.
La paroisse de New Maryland est à la fois une paroisse civile et un ancien district de services locaux (DSL) canadien du Comté d'York au Nouveau-Brunswick. Elle comprend les autorités taxatrices de Howorth, de Nasonworth et de New Maryland Intérieur. Dans le cadre de la réforme de la gouvernance locale du 1er janvier 2023, le territoire du DSL a été réparti entre la ville de Harvey, le village de New Maryland, la communauté rurale de Sunbury-York South et le district rural de la Région-de-la-capitale.

## Toponymie

Le drapeau de l'état du Maryland.

La paroisse est nommée ainsi d'après le village de New Maryland, lui-même nommé d'après l'état américain du Maryland.
La paroisse comprend les hameaux de Beaver Dam, Charters Settlement, Nasonworth et Rooth. Green Point Settlement n'existe plus.
L'origine du nom de Beaver Dam n'est pas connue. Il se peut que Charters Settlement soit nommé en l'honneur du premier maître des postes en 1909, Jeremiah Charter
. Quant à Nasonworth, il se peut qu'il soit nommé en l'honneur de Lemuel Nason, établi en 1810, ou des propriétaires terriens John, David, William, Thomas et John Mason. De plus, le premier maître des postes vers 1889 était Absolom A. Nason. Le hameau de Rooth a porté le nom de Rooth Station jusqu'en 1966. Green Point Settlement était nommé d'après une pointe dans le ruisseau Yoho.

## Géographie

### Hameaux
Nasonworth est le principal hameau. Il est situé à 5,6 km au sud du village de New Maryland, le long de la route 101 au bord du ruisseau Rusagonis Nord. Charters Settlement est situé à 5,5 km à l'ouest de Nasonworth, au bord du ruisseau de Nasonworth. Il est accessible par le chemin Charters Settlement via la route 101. Beaver Dam est situé à 4 km au sud de Nasonworth, le long de la route 101 au bord du ruisseau Rusagonis Sud. Rooth est situé le long du chemin de fer, à 21 km au sud-ouest de Nasonworth. Il est accessible par la route 645 via la route 101. Green Point Settlement était situé aussi le long du chemin de fer, à 2,6 km à l'ouest de Rooth.

## Histoire
Le territoire est colonisé à partir des environs de 1817, par des descendants des Loyalistes, puis en 1818 par des écossais à Maryland. Beaver Dam est fondé en 1830. La paroisse de New Maryland est établie en 1846. Green Point Settlement est fondé en 1868 par des travailleurs du chemin de fer Canadien Pacifique et abandonné vers 1903.
La municipalité du comté d'York est dissoute en 1966. La paroisse de New Maryland devient un district de services locaux en 1967.

## Démographie
| 2001  | 2006  | 2011  | 2016  |
| ----- | ----- | ----- | ----- |
| 2 286 | 2 348 | 2 466 | 2 606 |

## Économie
Entreprise Central NB, membre du Réseau Entreprise, a la responsabilité du développement économique.

## Administration

### Commission de services régionaux
La paroisse de New Maryland fait partie de la Région 11, une commission de services régionaux (CSR) devant commencer officiellement ses activités le 1er janvier 2013. Contrairement aux municipalités, les DSL sont représentés au conseil par un nombre de représentants proportionnel à leur population et leur assiette fiscale. Ces représentants sont élus par les présidents des DSL mais sont nommés par le gouvernement s'il n'y a pas assez de présidents en fonction. Les services obligatoirement offerts par les CSR sont l'aménagement régional, l'aménagement local dans le cas des DSL, la gestion des déchets solides, la planification des mesures d'urgence ainsi que la collaboration en matière de services de police, la planification et le partage des coûts des infrastructures régionales de sport, de loisirs et de culture; d'autres services pourraient s'ajouter à cette liste.

### Représentation et tendances politiques
Nouveau-Brunswick: La paroisse de New Maryland fait partie de la circonscription provinciale de New Maryland–Sunbury-Ouest, qui est représentée à l'Assemblée législative du Nouveau-Brunswick par Jack Carr, du Parti progressiste-conservateur. Il fut élu lors d'une élection partielle en 2008 et réélu lors de l'élection générale de 2010.
 Canada: La paroisse de New Maryland fait partie de la circonscription électorale fédérale de Nouveau-Brunswick-Sud-Ouest, qui est représentée à la Chambre des communes du Canada par Gregory Francis Thompson, ministre des Anciens Combattants et membre du Parti conservateur. Il fut élu lors de la 40e élection fédérale, en 1988, défait en 1993 puis réélu à chaque fois depuis 1997.

## Vivre dans la paroisse de New Maryland
Le DSL est inclus dans le territoire du sous-district 10 du district scolaire Francophone Sud. Les écoles francophones les plus proches sont à Fredericton alors que les établissements d'enseignement supérieurs les plus proches sont dans le Grand Moncton.
L'église Holy Trinity de Nasonworth et l'église St. John the Evangelist de Beaver Dam sont des églises anglicanes. Le détachement de la Gendarmerie royale du Canada le plus proche est à New Maryland. Le bureau de poste le plus proche est quant à lui à Fredericton.
Les anglophones bénéficient des quotidiens Telegraph-Journal, publié à Saint-Jean, et The Daily Gleaner, publié à Fredericton. Ils ont aussi accès au bi-hebdomadaire Bugle-Observer, publié à Woodstock. Les francophones ont accès par abonnement au quotidien L'Acadie nouvelle, publié à Caraquet, ainsi qu'à l'hebdomadaire L'Étoile, de Dieppe.

## Culture

### Architecture et monuments
Des pétroglyphes représentant peut-être l'embouchure de la rivière Oromocto, des personnes et des flèches pointant dans plusieurs directions ont été découverts en 1890 par C.W. Beckwith et son fils sur la rive nord du ruisseau Lyons, à un mile (1,6 km) de son embouchure dans la rivière Ormocto. Ils auraient pu être faits par les Malécites.